# Elin Pelin
Elin Pelin, właśc. Dimityr Stojanow, (ur. 8 lipca 1877, zm. 3 grudnia 1949) – bułgarski pisarz.
Debiutował w 1895 roku opublikowanym w czasopiśmie "Войнишка сбирка" opowiadaniem Miła ojczyzna ("Мило е отечеството"). W późniejszych, licznych opowiadaniach i nowelach, zamieszczonych m.in. w zbiorze "Opowiadania" (1904, 1911) kreśli barwny i sugestywny, pełen humoru obraz życia wsi bułgarskiej. W uznawanym przez krytyków za najlepszy tekst powieściowy w dorobku Elina Pelina utworze Gerakowie (1911) przedstawiony został proces upadku bogatego, patriarchalnego rodu Geraków na tle przemian społeczno-gospodarczych schyłku XIX w. Jest także autorem poetyckich opowiadań w cyklu Czarne róże (Черни рози, 1928) oraz W cieniu klasztornej winnicy (Под манастирската лоза, 1936).
Elin Pelin jest mistrzem krótkich form i autorem licznych opowiadań i nowel, w których prezentuje bardzo bogatą galerię wyrazistych postaci (Andreszko). Pisząc często posługiwał się ironią i humorem. Jest również autorem licznych humoresek.
W Polsce ukazały się następujące przekłady dzieł Elina Pelina:
- Bocianie gniazda [Щъркови гнезда], przekł. Z. Wolnik-Czajkowska, Warszawa 1950
- Gerakowie. Ziemia [Гераците. Земя], przekł. Z. Wolnik. Poznań 1949
- Orle pióro i inne opowiadania, wybór B. Cirlić, przekł. H. Kalita. Warszawa 1956
- W cieniu klasztornej winnicy. Czarne róże [Под манастирската лоза, Черни рози], przekł. K. Migdalska, posł. W. Gałązka, Kraków 1982